# NGC 190
NGC 190 (również PGC 2324, UGC 397 lub HCG 5A) – galaktyka spiralna (Sab), znajdująca się w gwiazdozbiorze Ryb. Odkrył ją Lewis A. Swift 22 października 1886 roku. Wraz z sąsiednimi galaktykami PGC 2325, PGC 2322 i PGC 2326 tworzy zwartą grupę Hickson 5 (HCG 5).